# Saint-Jean-en-Royans
Saint-Jean-en-Royans ist eine französische Gemeinde mit 2.827 Einwohnern (Stand: 1. Januar 2022) im Département Drôme in der Region Auvergne-Rhône-Alpes. Sie gehört zum Arrondissement Valence des Kantons Vercors-Monts du Matin. Die Einwohner werden Saint-Jeannais genannt.

## Geographie

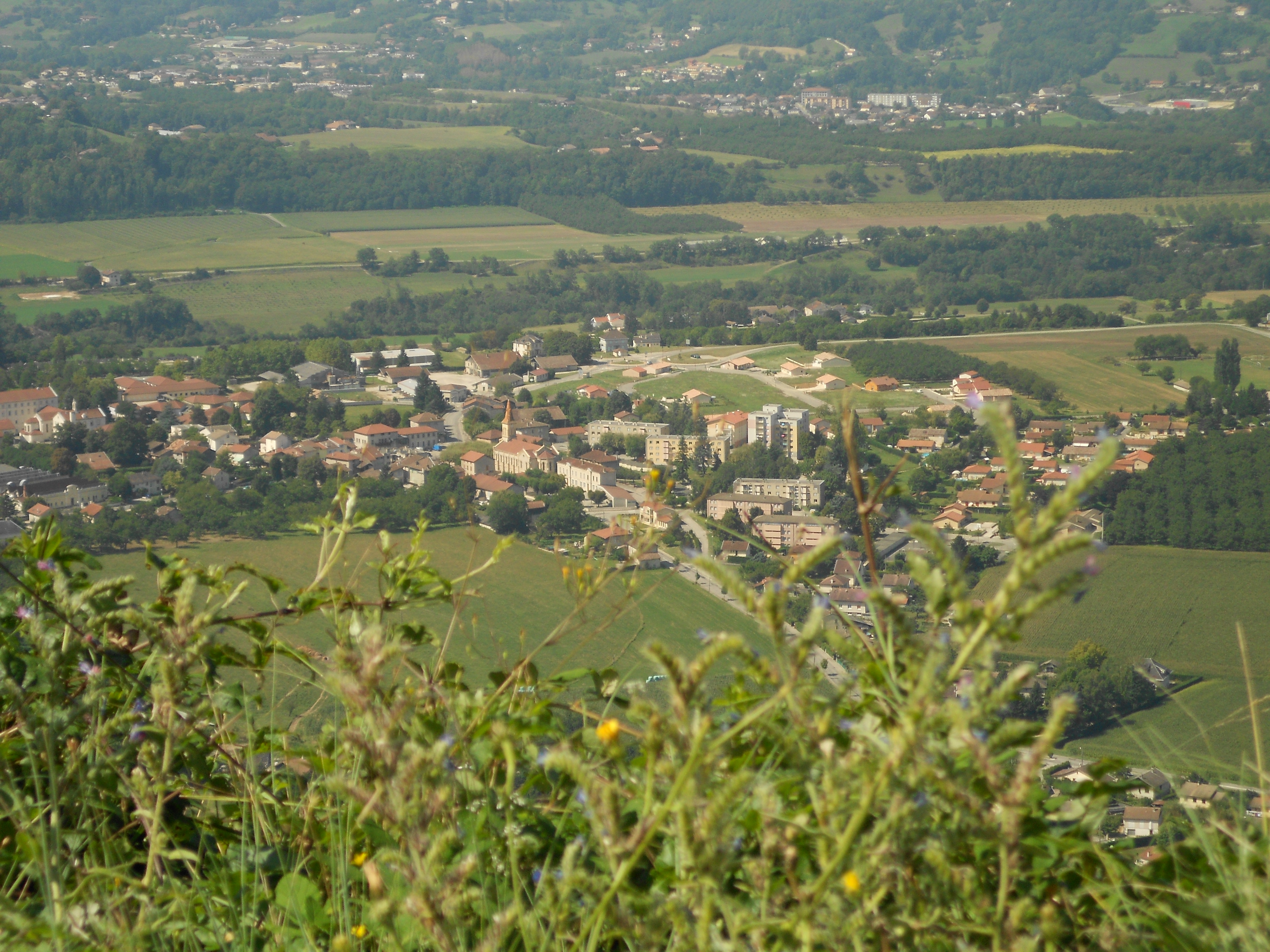
Blick auf Saint-Jean-en-Royans

Saint-Jean-en-Royans liegt etwa 75 Kilometer südsüdöstlich von Lyon am Fluss Lyonne. Der Bach Cholet begrenzt die Gemeinde nach Osten. Das Gemeindegebiet gehört zum Regionalen Naturpark Vercors. Umgeben wird Saint-Jean-en-Royans von den Nachbargemeinden Saint-Thomas-en-Royans im Norden, Saint-Laurent-en-Royans im Osten, Bouvante und Saint-Martin-le-Colonel im Süden, Oriol-en-Royans und Beauregard-Baret im Südwesten, Rochechinard im Westen sowie La Motte-Fanjas im Nordwesten.

## Bevölkerungsentwicklung
| Jahr                       | 1911 | 1962 | 1968 | 1975 | 1982 | 1990 | 1999 | 2006 | 2012 |
| -------------------------- | ---- | ---- | ---- | ---- | ---- | ---- | ---- | ---- | ---- |
| Einwohner                  | 2800 | 2849 | 2897 | 2708 | 2945 | 2895 | 2895 | 2999 | 2953 |
| Quellen: Cassini und INSEE |      |      |      |      |      |      |      |      |      |

## Sehenswürdigkeiten

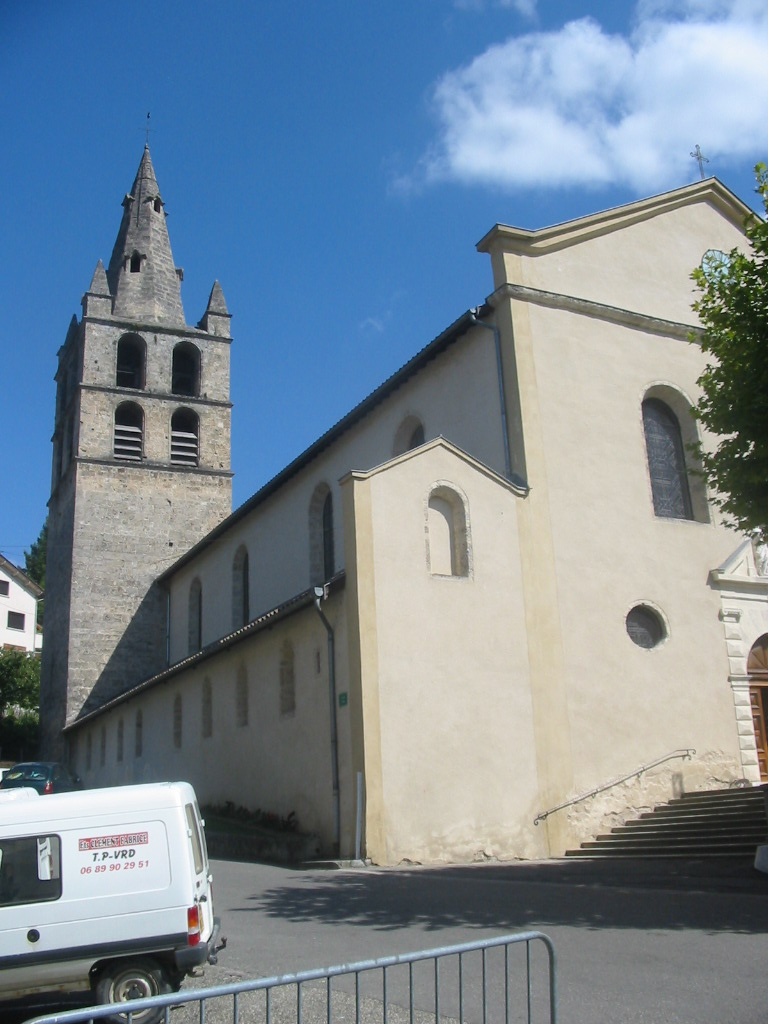
Kirche Saint-Jean

- Kirche Saint-Jean aus dem 12. Jahrhundert, Monument historique seit 1905/1926
- Kapelle Notre-Dame-de-la-Dormition

## Gemeindepartnerschaften
Mit der rumänischen Gemeinde Câmpani in Transsylvanien und mit der italienischen Gemeinde Roccagorga in der Provinz Latina (Latium) bestehen Partnerschaften.

## Persönlichkeiten
- Colette Reynaud (1872–1965), Journalistin
- Charly Mottet (* 1962), Radrennfahrer, in Saint-Jean-en-Royans aufgewachsen